# 麥可·薩拉
麥可·薩拉（英語：Michael Emin Salla，1958年9月25日—）是澳洲政治學家，出生於墨爾本，在昆士蘭大學獲得博士學位，曾任美利堅大學助理教授。現居美國夏威夷州。
薩拉以研究「星際政治學」而聞名，是「星際政治研究所」的創始人和所長。

## 生平
擁有墨爾本大學的文學碩士學位和昆士蘭大學的哲學博士學位。
在1990年代時曾對東帝汶、科索沃、馬其頓和斯里蘭卡的種族衝突進行了研究和實地考察。撰有數十篇關於和平、種族衝突和解決衝突的文章或書評。
曾在澳洲國立大學擔任講師。
1996年至2001年間，在美利堅大學國際服務學院擔任助理教授。2001年至2003年，擔任美利堅大學全球和平中心的駐留研究員（Researcher in Residence）。
2003年，薩拉創立了美利堅大學的和平大使計劃。2004年4月，該計劃被臨時中止。

### 對星際政治學的研究
薩拉是「星際政治學」（Exopolitics）的研究者:58。2003年1月20日推出Exopolitics.org網站。2005年註冊成立了總部位於夏威夷州的「星際政治研究所」（Exopolitics Institute）。
薩拉認為外星人一直在與美國政府接觸，艾森豪總統於1954年和兩名北歐型外星人會面。他還有以下主張：
- 美國發動伊拉克戰爭的原因是跟「星際之門」有關[5]。
- 美國的大型國防承包商長期為秘密太空計劃（SSP）提供技術支援，這些集團即「軍工業複合體」或「深層政府」，長期以來主導著美國的太空政策。而川普建立太空軍的舉措撼動了這些隱藏在美國政府內部的集團[6]。

## 獲獎
- 2009年，獲PRG獎的知識份子勇氣獎[7]。

## 外部連結
- 官方网站（英文）
- 麥可·薩拉的Facebook專頁
- 麥可·薩拉的X（前Twitter）
- YouTube上的麥可·薩拉頻道
- 麥可·薩拉在互联网电影资料库（IMDb）上的資料（英文）